# Lentswelemoriti
Lentswelemoriti – wieś w Botswanie w dystrykcie Central. Według spisu ludności z 2011 roku wieś liczyła 243 mieszkańców.